# Législation concernant les couteaux
La législation concernant les couteaux est définie comme l'ensemble des textes de loi et de la jurisprudence promulguée ou mise en œuvre par un gouvernement ou une autre juridiction qui interdit, érige en infraction, ou restreint les activités par ailleurs légales de fabrication, importation, vente, transfert, détention, transport, port ou utilisation de couteaux.
Le port de couteaux dans des lieux publics est interdit ou restreint par la loi dans de nombreux pays, moyennant des exceptions possibles pour la chasse, les couteaux de poche, les couteaux utilisés pour des activités professionnelles (couteaux de cuisine, chasse, etc.). En revanche, le port ou la possession de certains types de couteaux perçus comme des armes offensives ou meurtrières tels que les couteaux à cran d'arrêt ou des couteaux papillon sont généralement limités ou interdits. Même lorsque le port d'un couteau est autorisé en général, ce droit peut être restreint dans certains lieux et en certaines circonstances, et s'arrêter par exemple à la porte des écoles, bâtiments publics, tribunaux ou lors d'événements publics. Les réglementations sont très diverses selon les différents pays ou juridictions comme le montrent les paragraphes par pays qui suivent.

## France

### Historique
En France, certains couteaux sont considérés comme armes, et d'autres non. Les armes sont définies par l'article R311-1 du code de la sécurité intérieure : « Arme : tout objet ou dispositif conçu ou destiné par nature à tuer, blesser, frapper, neutraliser ou à provoquer une incapacité ». Les poignards et dagues entrent clairement dans cette définition, mais les couteaux de cuisine, canifs, outils multifonctions ou couteaux suisses, dont l'objet essentiel n'est pas de tuer, blesser, etc. sont considérés comme des outils et non des armes par nature. Ils peuvent, toutefois, être considérés comme armes « par destination » s'ils sont employés pour tuer ou blesser autrui, au même titre, que tout autre objet ou outil (brique, marteau, rouleau à pâtisserie, etc.).
Les poignards et couteaux-poignards sont considérés comme des armes blanches classées dans la catégorie D de la « loi no 2012-304 du 6 mars 2012 relative à l'établissement d'un contrôle des armes modernes, simplifié et préventif », dont la mise en application date du 6 septembre 2013,. 
La Directive d'application no 90-50 du 10 avril 1990 du Bulletin officiel des Douanes, relative aux procédures d'importation (mais aujourd'hui abrogé et remplacé par la Directive d'application no 98-039 du 26 mars 1998) donnait une définition précise du type de couteau qui doit être considéré comme arme blanche. 5 conditions indispensables et cumulée devaient être remplies : 
1. Lame solidaire de la poignée ou équipée d'un système permettant de la rendre solidaire du manche,
2. à double tranchant sur toute la longueur ou tout au moins à la pointe,
3. d'une longueur supérieure à 15 cm,
4. d'une épaisseur au moins égale à 4 mm,
5. à poignée comportant une garde »[6],[7].

Pour être considéré comme une arme de catégorie D, un couteau devait donc remplir toutes ces conditions.
Par la suite, le décret du 30 juillet 2013 a donné la définition suivant d'une arme blanche : « une arme dont l'action perforante, tranchante ou brisante n'est due qu'à la force humaine ou à un mécanisme auquel elle a été transmise, à l'exclusion d'une explosion ». 
Les poignards et couteaux-poignards entrent ainsi dans la catégorie D, dans la sous-catégorie dite « des armes dont l'acquisition et la détention sont libres », y compris « les armes non à feu » (l'autre sous-catégorie étant celle des « armes à feu soumises à enregistrement »).
Cependant la définition manquant de clarté, le député André Chassaigne a demandé au gouvernement en juin 2013 d'éclaircir la définition. La réponse, publiée au Journal Officiel du 26 novembre 2013  précise que "le port et le transport des couteaux qui ne sont pas des armes énumérées, est permis dès lors qu'il existe un motif légitime, comme auparavant. La légitimité du port et du transport suppose que le couteau porté ou transporté présente des caractéristiques d'utilisation par rapport à l'activité pour laquelle il est effectivement utilisé.".  Ainsi, le transport et le port d'un couteau pour aller à la cueillette aux champignons est autorisé car dans ce cas le motif est légitime donc le couteau n'est pas considéré comme une arme, mais le port d'un couteau identique dans une manifestation n'est pas autorisé car il n'existe pas de motif légitime. Le couteau devient alors une arme de catégorie D non énumérée dont le port et le transport sont alors interdits.

### Législation (en 2019)
Concernant les armes, la législation distingue plusieurs notions : l'achat, le port, le transport.
- L'achat consiste en l'acquisition d'une arme dans le cadre d'une transaction.
- Le port d'une arme est le fait d'avoir une arme sur soi utilisable immédiatement[2],[9].
- Le transport d'une arme est le fait de déplacer une arme en l'ayant auprès de soi et inutilisable immédiatement[2],[9].

#### Achat d'un couteau
Le texte définissant actuellement les armes de catégorie D distingue deux cas : celles en vente libre et celles soumises à enregistrement. La catégorie "en vente libre" inclut spécifiquement "tout objet pouvant présenter un danger pour la sécurité publique, dont les armes non à feu camouflées, les poignards, couteaux-poignards, matraques, projecteurs hypodermiques, certaines bombes aérosols incapacitantes ou lacrymogènes, certaines armes à impulsion électrique de contact", et un certain nombre d'armes à feu.
L'acquisition de ces couteaux est, comme pour toutes les armes de catégorie D en vente libre, simplement soumise à une condition de majorité (avoir plus de 18 ans).

#### Port d'un couteau
En 2019, la législation concernant le port et le transport des couteaux peut être perçue comme étant à 3 niveaux : loi, jurisprudence, appréciation des forces de l'ordre.

##### La loi
Lors de sa publication, l’article 173 du décret du 30 juillet 2013 prévoyait que le port ou le transport des armes en vente libre constituait une contravention de 4e classe punissable d’une amende de 750 €, somme qui pouvait être ramenée à 145 € si l’on payait rapidement (amende forfaitaire). L’article 173 du décret a toutefois été rapidement modifié et un amendement à la loi de 2012 déposé afin de modifier les articles L. 317-8 et L. 317-9 du code de la sécurité intérieure. Selon ces dispositions, toutes les armes de la catégorie D, qu’elles soient en vente libre ou non, ne peuvent être ni portées ni transportées sans motif légitime. En cas d’infraction, il est prévu des peines de 15 000 € d'amende et d'un an de prison. Les peines sont doublées si le transport d’arme de catégorie D est effectué par au moins deux personnes soit en voiture, en moto ou autrement si les personnes opèrent visiblement de concert.
Les textes précisent que les délits ne sont pas constitués lorsque les armes "présentent une faible dangerosité et figurent sur une liste fixée par arrêté". Toutefois l'arrêté du 30 août 2013 publié au JO du 3 septembre limite cette liste aux carabines à plombs (simple contravention) ou aux armes de collections démilitarisées (ni délit ni contravention). Les armes blanches n'y figurent pas et leur port, voire leur détention reste donc passible d'une vaste gamme de sanctions.
En complément des dispositions légales, la réglementation locale peut interdire le port de tout objet pointu ou tranchant, par exemple dans les lieux de divertissement, les mairies ou les stades de football.

##### La jurisprudence
Nombre d'affaires ont été portées devant les tribunaux, ce qui a permis de créer une jurisprudence qui précise la Loi.
Ainsi, le port d’un couteau Laguiole, d’un Opinel ou d’un couteau suisse de dimension classique, ne doit pas être interprété comme un port d’une arme blanche. Les tribunaux considèrent que ces objets sont a priori des outils faisant partie de la tradition française. Leur port est donc autorisé mais il peut cependant être requalifié en arme blanche par destination suivant l’emploi, l’usage qu'il en est fait.

##### L'appréciation des forces de l'ordre
Le dernier niveau d'appréciation, celui du cas-par-cas sur le terrain, est soumis à l'appréciation des forces de police. Ainsi, porter sur soi un couteau dans le cadre d'un pique-nique en famille ou par des scouts dans une forêt ne sera pas perçu par les Forces de l'Ordre de la même manière que le port de ces objets dans un stade ou un aéroport. Un contexte spécifique peut aussi influer sur la perception que la police peut avoir du port d'un couteau, par exemple lors d'une manifestation susceptible d'entraîner des violences ou la nuit dans un lieu public où l'on consomme de l'alcool.
Le type du couteau a également une importance : selon le ministère de l’intérieur, «La légitimité du port et du transport suppose que le couteau porté ou transporté présente des caractéristiques d'utilisation par rapport à l'activité pour laquelle il est effectivement utilisé». Un couteau de cuisine ou un canif ne sera pas perçu de la même manière qu’un poignard ou un couteau papillon.

## Allemagne
La loi allemande distingue trois catégories de couteaux :
1. les couteaux prohibés ;
2. les couteaux désignés comme des armes blanches ; et
3. les autres couteaux.

Certains couteaux sont en outre classés comme étant à usage restreint, en ce qu'ils peuvent être détenus dans la maison ou en entreprise, mais ne peuvent pas être portés sur la personne. En outre, le paragraphe 42 de l'article 5 de la loi sur les armes donne à chaque État allemand la possibilité de promulguer des réglementations locales interdisant le port d'armes "et de tout objet dangereux" dans des zones "d'interdiction des armes" à des fins de protection de la sécurité publique et de l'ordre. De telles mesures ont été adoptées à Berlin et à Hambourg.

### Couteaux prohibés
La loi allemande interdit la fabrication, l'importation ou la vente de  couteaux papillon, couteaux à gravité et push daggers, ainsi que des couteaux conçus pour être dissimulés dans un autre objet, comme les cannes-épées ou les couteaux de boucle de ceinture.
Les couteaux automatiques ou à cran d'arrêt sont interdits, avec certaines exceptions fonction de la longueur de la lame et du nombre de bords aiguisés. Les couteaux à ouverture automatique et automatiques à lame coulissante sont interdits. Les couteaux à lame articulée et à ouverture automatique sont également interdits, à moins que :
1. la lame n'atteigne pas 8,5 cm, et que
2. la lame ait un seul bord tranchant.

Les couteaux de poche courants ou canifs sont donc autorisés, au contraire des poignards ou des dagues.

### Armes blanches
Les couteaux désignés comme des armes blanches, mais pas spécifiquement interdites, peuvent être détenues par des personnes de plus de 18 ans. Le droit allemand définit comme une arme blanche tout objet destiné à réduire ou à éliminer la capacité d'une personne à en attaquer une autre ou à se défendre. Cela inclut les épées, les sabres, les poignards, des stylets et les baïonnettes. Ainsi une baïonnette est considérée comme une arme militaire ayant pour but de blesser ou de tuer des gens, et donc comme une arme au plan pénal. En revanche, une machette est considéré comme un outil de défrichage. La possession et l'usage des couteaux classés comme des armes blanches sont généralement limités au domaine des propriétés privées, et sont interdits de port dans les lieux publics ou lors de certains événements publics.

### Couteaux à utilisation restreinte
Tous les couteaux qui ne sont pas illégaux, peuvent être achetés, détenus et utilisés légalement par n'importe qui dans une propriété privée. Cependant, certains couteaux ne peuvent pas être portés en public, qui revient à un contrôle effectif d'une catégorie de couteaux à l'extérieur de la maison, de l'entreprise ou de la propriété privée.
- Toutes les armes blanches tels que les poignards, les épées, ou les stylets (voir ci-dessus)
- Tous les couteaux pliants qui disposent de verrouillage et ont un mécanisme d'ouverture actionnable à une main. Le port d'un couteau qui n'a qu'une de ces deux fonctions peut être légal (à condition de ne pas violer les autres critères ci-dessous et ci-dessus).
- Tous les couteaux avec lames fixes de plus de 12 cm[15].

Les couteaux à usage restreint peuvent être transportés s'ils sont enfermés dans un coffre hermétiquement fermé, ou s'il y a un motif légitime pour ce port d'arme, telles que la participation à une reconstitution historique, l'utilisation sportive (c'est-à-dire de la chasse), ou l’utilisation comme outil nécessaire dans une entreprise ou un commerce. Le désir de se défendre, ou l'utilisation professionnelle d'un couteau sans nécessité démontrable ne sont normalement pas considéré comme des motifs légitimes au regard de la loi.

## Autriche
En conformité avec la loi autrichienne sur les armes de 1996 (Waffengesetz 1996), il est illégal d'acheter, d'importer, de détenir ou transporter des armes cachées ou déguisées en un objet d'utilisation courante (cannes-épées, couteaux déguisés en stylos-plumes...). Pour les couteaux ordinaires, il n'y a pas de restrictions ou d'interdictions fondées sur la longueur de la lame ou sur l'ouverture ou de mécanisme de verrouillage.
La loi autrichienne définit les armes comme "des objets qui, de par leur nature, sont destinées à réduire ou à éliminer la capacité défensive d'une personne par le biais d'un impact direct". Par conséquent, certains couteaux sont considérés comme des "armes". Sauf pour les armes à feu qui sont fortement réglementés, les armes telles que les couteaux automatiques, couteaux à cran d'arrêt, couteaux à gravité ou à inertie, couteaux papillon ou balisongs sont donc implicitement autorisées en vertu de la loi sur les armes. Ils peuvent donc être achetés, détenus et utilisés par toute personne de plus de 18 ans à qui il n'a pas été expressément interdit de posséder une arme par les autorités civiles (Waffenverbot).

## Belgique
L'article 3, alinéa 1 de la loi sur les armes de 2006 liste comme des armes prohibées les couteaux à cran d'arrêt et à lame jaillissante (appelés aussi "stylets"), ainsi que les couteaux papillon, les couteaux à lancer, shurikens, et les couteaux ou lames qui ont l'apparence d'autres objets comme des cannes-épées, une boucle de ceinture, etc.). En outre, la police et les autorités locales ont de larges pouvoirs pour interdire le port ou la détention d'une grande variété de couteaux, y compris leur transport à l'intérieur d'un véhicule, si le propriétaire ne peut pas établir un motif juridique suffisant (motif légitime) pour cela, en particulier dans les zones urbaines ou lors d'événements publics. Ce pouvoir concerne même aussi les couteaux pliants sans verrouillage de la lame.

## Chine
En raison des risques de violence redoutés autour des Jeux olympiques d'été de 2008 à Pékin, la Chine a établi une réglementation restreignant l'usage des « couteaux dangereux », qui prévoit notamment de soumettre à enregistrement toute acquisition de ces couteaux. Sont en particulier concernés les couteaux dont la lame inclut une gouttière, les couteaux de poche à lame verrouillable, les couteaux dont la lame dépasse 22 cm de longueur, ou dont la lame dépasse 15 cm si leur pointe présente un angle de moins de 60°.

## Danemark
Au Danemark, la détention des couteaux à lame fixe est légale si la lame ne dépasse pas 12 cm. Des couteaux dépassant cette dimension ne peuvent être détenus que si leur possesseur a une raison légitime pour porter le couteau ou un permis de collectionneur. Le port de ces couteaux dans des lieux public est en général interdit, que ce soit sur sa personne ou dans un véhicule, mais le transport est autorisé s'il est fait de manière à prévenir l'accès du couteau par le propriétaire (boîte ou coffre verrouillé, etc.) Les couteaux à lame verrouillable ou dont la longueur de la lame excède les 7 cm doivent être transportés de manière à ne pas en permettre l'accès rapide par le propriétaire. Est interdite la possession des couteaux pouvant être ouverts d'une seule main (même si ce mécanisme d'ouverture a été supprimé), des couteaux à ouverture automatique, à cran d'arrêt, à gravité, «push daggers», les couteaux dissimulés (couteaux de boucle de ceinture, canne-épée, etc.) et des couteaux avec accès facile par le porteur (couteaux portés en sautoir, à la ceinture, dans une botte de couteaux, etc.). Posséder les couteaux à lancer et pratiquer le lancer de couteaux en public et en privé est soumis à autorisation.

## Espagne
Les lois espagnoles interdisent expressément le port d'armes blanches ou couteaux de combat. En outre, certains couteaux classés comme armes interdites, ce qui en interdit la fabrication, la vente, la détention et l'utilisation. La liste des armes interdites est annexée au décret royal no 137 de 1993, modifié dernièrement le 23 octobre 2017 ; elle inclut les cannes-épées, les couteaux automatiques et les dagues. Les autres armes blanches ou tous objets tranchants ou coupants sont en vente et en détention libre tant qu'ils ne sont pas sur la liste des couteaux prohibés. Ils ne peuvent être achetés et détenus que par des personnes majeures. Ils doivent être conservés dans des maisons privées et ne peuvent être transportés sur des voies publiques. Les couteaux à deux tranchants, les couteaux pointus repliables ou non dont la lame dépasse 11 cm appartiennent à cette catégorie. Certaines exceptions à ces règles peuvent être consenties par les autorités dans le cas d'armes de collection ou objets historiques enregistrés auprès de la garde civile ; ces objets ne peuvent quitter leur lieu d'exposition, usuellement une maison privée et être transportés sur la voie publique.
Il n'est pas permis à un civil de porter, exposer ou utiliser quelque couteau, machette ou autre objet tranchant que ce soit en public, sauf sur une propriété privée ou bien si l'usage en requis par une activité professionnelle ou sportive licite. Les armes blanches destinées à la police, à l'armée ou autres services officiels ne peuvent être détenues par des civils sans une licence spéciale accordée par les autorités.

## États-Unis d’Amérique

### Législation fédérale
La « loi couteaux automatiques » (Switchblade Knife Act) de 1958, amendée en 1986, interdit ce qui suit, en ce qui concerne les couteaux à ouverture automatique et les couteaux balistiques (couteaux à lame éjectable) : l’expédition au-delà des frontières d’un état, la vente, l’importation ou la détention dans tous les territoires suivants : tout territoire ou possession des États-Unis, les territoires indiens, les zones maritimes ou terrestres sous juridiction du gouvernement fédéral américain ; ces interdictions ne s'appliquent pas aux forces armées ni aux organismes chargés de l'application de la loi (law enforcement agencies), à savoir, essentiellement, aux polices locales, d’États ou fédérales. En outre, les lois fédérales peuvent interdire la détention ou le port de tout type de couteau dans certaines propriétés fédérales telles que les palais de justice ou les établissements militaires. Bien entendu, les lois fédérales ne sauraient s’appliquer à la détention ou à la vente de couteaux automatiques sur le territoire d’un État américain donné, puisque cela relève des lois propres à cet État.
Des différences de compréhension sur la définition exacte de ce qu’est un couteau automatique (switchblade) selon la loi fédérale ont parfois occasionné des saisies parfois spectaculaires par les services des douanes américaines, qui ont ensuite donné lieu à des contestations et à des procès. Dans un cas resté célèbre, la société Columbia River Knife & Tool (CRKT) a subi le 3 octobre 2000 une saisie par les douanes d’un stock d’une valeur de 4,3 million de dollars ; 3 semaines plus tard CRKT avait pu se justifier mais avait perdu 1 million de dollars de ventes.
L’amendement 1447 à la « loi couteaux automatiques » (Switchblade Knife Act, 15 U.S.C. §1244), promulgué dans le cadre de la loi budgétaire 2010 (FY2010 Homeland Security Appropriations Bill), dispose que la « loi couteaux automatiques » ne pourra désormais être appliquée aux couteaux « à ouverture assistée » ou « à assistance par ressort », c’est-à-dire à tout couteau qui nécessite une force physique pour être ouvert.

### Réglementations au niveau des différentsétats américains
Chaque État américain dispose également de lois qui régissent la légalité du port d’armes, dissimulées ou non, et ces lois couvrent explicitement ou implicitement les différents types de couteaux. Certains États vont au-delà de cela et criminalisent la simple possession de certains types de couteaux. D'autres États interdisent la possession et / ou le transport caché de couteaux qui présentent des styles de lames ou des éléments suffisants pour les transformer en "armes dangereuses", ou "armes létales", c’est-à-dire des couteaux expressément conçus ou optimisés pour infliger des blessures sérieuses pouvant entraîner la mort,.
Ces lois héritées de l’histoire nomment des types d’armes autrefois utilisées à la guerre ou dans les actes violents et assassinats : dirk (courte épée de marine, portées aussi par les Écossais), dague (en anglais « poignard » ou « poniard »), stylet, couteau Bowie (parfois surnommé appelé parfois "cure-dent de l'Arkansas" (« Arkansas toothpick »), poignard (en anglais « dagger »),. Elles avaient pour vocation d’éradiquer les pratiques de combats, y compris de duels, à l’arme blanche parmi lesquelles le couteau Bowie qui constituait la principale arme individuelle de défense avant la généralisation des revolvers.
Curieusement, alors que les lois restreignant l’usage des armes à feu (datant pour la plupart des années suivant la guerre de Sécession) ont été graduellement éliminées, de nombreuses réglementations interdisant l’usage ou la détention d’armes blanches sont restées en vigueur en particulier dans le Sud des États-Unis. Au Texas, cela a permis aux Anglo-Saxons, universellement équipés de révolvers, de dominer les Tejanos plus pauvres et généralement attachés à la culture espagnole et andalouse de l’arme blanche. Ainsi, alors que les lois et ordonnances locales et étatiques sur les armes à feu du Texas ont été progressivement assouplies ou éliminées à la fin des années 1800, les anciennes interdictions contre les couteaux bowie, les poignards, les couteaux papillons et autres couteaux à longue lame sont restées dans les réglementations, car elles servaient à désarmer et à contrôler les groupes minoritaire se livrant à des comportements violants et anarchiques,.
Beaucoup des codes pénaux étatiques restreignant l'utilisation et la propriété des couteaux ont été modifiés à plusieurs reprises au cours des années pour supprimer les anciennes classifications et définitions qui sont en grande partie un héritage historique, un processus qui aboutit fréquemment à des dispositions illogiques, confuses et même contradictoires. Ainsi, en Arkansas, un état dans lequel les attaques et les duels au couteau étaient autrefois très répandus, une loi interdisait que quelqu'un « porte un couteau comme arme », sauf « lors d'un voyage ou sur ses propres terres » ; cette loi était clairement conçue pour permettre de poursuivre des personnes portant des couteaux sans motif valable dans les villes, tout en en exemptant les agriculteurs mais la jurisprudence précisant que le port de tout couteau avec une lame de 3,5 pouces ou plus constitue la preuve immédiate que le couteau est porté comme une arme, a permis de vider cette loi de ces effets dans le cas "lors d'un voyage". L'Arkansas a finalement abrogé ses lois archaïques concernant les couteaux, mais d'autres États modifient encore périodiquement des codes pénaux archaïques qui pénalisent les comportements historiques et actuels concernant la détention et le port des couteaux, ce qui laisse un espace pour de longues disputes juridiques au sujet de l'intention et des définitions du législateur. Certains états interdisent la possession d'un couteau pliant avec un mécanisme d'ouverture rapide tel qu'un couteau à gravité, couteau papillon, Balisong ou switchblade. D'autres états comme la Géorgie ne disposent d’aucune restriction, tandis que beaucoup autorisent la détention avec certaines restrictions (l'âge du porteur, port ou transport, port de l’arme cachée ou visible, antécédents criminels du porteur, utilisation lors d'une infraction grave, etc.).
Certaines approximations des lois de certains États dans la définition des types de couteaux qui sont interdits – souvent pour s’adapter à l’apparition de nouveaux systèmes - ont conduit à des excès policiers, à des procès complexes et à des réécritures partielles de la loi par exemple en Floride ou à New-York,, tandis que beaucoup autorisent la possession avec certaines restrictions (âge, portant la personne, transport caché, transportant un criminel condamné, possesseur interdit, ou en cas de commission d'une infraction grave, etc.).

### Réglementation locales
Les juridictions des villes, comtés et régions (ce qui inclut les nations indiennes souveraines situées à l'intérieur des frontières d'un État) peuvent adopter leurs propres lois ou ordonnances pénales en plus des restrictions contenues dans les lois de l'État Pratiquement tous les États et les juridictions locales ont des lois qui restreignent ou interdisent la détention ou le port de couteaux sous une forme ou une autre dans certaines zones définies ou des lieux tels que les écoles, les bâtiments publics, les palais de justice, les postes de police, les prisons, les centrales électriques, les installations aéroportuaires ou lors des événements publics. Ces ordonnances locales entrent parfois en conflit avec la loi de l'État.

## Hongrie
Le port d'un couteau avec une lame dont la longueur excède 8 centimètres est interdite dans les lieux publics en Hongrie, hors justification sportive, professionnelle ou liée aux activités de la vie quotidienne. Les couteaux automatiques, shurikens et couteaux balistiques sont interdits quelle que soit la longueur de la lame et ne peuvent être vendus qu'à des membres de l'armée de terre, l'application de la loi et de l'agence de sécurité nationale. Infraction peut être punie d'une amende jusqu'à 50 000 HUF. La Possession à la maison et le transport sécurisé d'emballage est autorisé pour tout le monde.

## Italie
En Italie, la législation concernant les couteaux est assez stricte, notamment en ce qui concerne le port en public sans motif valable. Il est généralement interdit de porter des couteaux en public, sauf dans certaines circonstances spécifiques. La possession de couteaux, y compris les couteaux papillon, est généralement légale à domicile ou dans d'autres lieux privés, bien qu'il y ait des restrictions sur la manière dont ils doivent être stockés. L'achat de couteaux est légal pour les adultes, mais il y a des restrictions d'âge et certains types de couteaux peuvent être classés comme des armes blanches (poignards, cran d'arrêt etc..), ce qui peut entraîner des restrictions supplémentaires sur leur vente, possession et transport.

## Japon
La possession de tout couteau à lame fixe dont la longueur de lame excède 15 cm requiert l'autorisation de la commission préfectorale de la sécurité publique. Des exigences réglementaires s'appliquent également à tout type de couteau de poche de plus de 6 cm (y compris les couteaux automatiques), aux lances de plus de 15 cm de longueur de lame, et aux hallebardes japonaises. Le port de tout couteau dont la lame excède 8 cm est interdit en vertu d'une loi pénale, hors motif légitime de la réalisation de son devoir ou d'autres motifs justifiables. Une peine de 2 ans de prison et une amende allant jusqu'à 300 000 ¥ sont prévues pour les contrevenants. Les couteaux pliants avec une longueur de lame de moins de 8 cm (comme les couteaux suisses) sont permises, à condition qu'ils ne disposent pas d'un verrouillage de la lame.

## Luxembourg
Depuis la loi du 2 février 2022 sur les armes et munitions, les couteaux sont considérés comme des armes blanches et contondantes.
Ils sont interdits et illégaux sur le territoire du Grand Duché de Luxembourg.
Aucune autorisation de port n'est délivrée pour ceux-ci, leur port est un déli punit par une amende et potentiellement une peine de prison.
Les couteaux de poche avec cran d’arrêt et non munie d’une garde et dont la lame présente toutes les caractéristiques ci-dessous ne rentrent pas dans cette interdiction :
- présente une longueur maximale de 9 centimètres ;
- n'a qu'un seul côté tranchant ;
- a une largeur au milieu d'au moins 20% de sa longueur ;
- nécessite une manipulation à deux mains pour être ouvert ;
- ouverture latérale au manche.

Néanmoins, :
- « les armes blanches et contondantes utilisées pour l’exercice d’un art martial ou d’une autre discipline sportive par les personnes qui sont membres d’un club sportif affilié auprès d’une fédération sportive agréée (......) peuvent être détenues à leur domicile ou résidence habituelle sans autorisation du ministre » ;
- « ces armes peuvent être transportées en public (......) sur le trajet le plus direct entre leur domicile ou leur résidence habituelle et un lieu d’entraînement ou de compétition de l’art martial [...] ».

## Pays-Bas
Depuis la loi du 5 juillet 1997, la loi néerlandaise interdit la détention des couteaux suivants, que ce soit chez soi ou à l'extérieur : stylets, couteaux à cran d'arrêt, couteaux pliants avec plus d'un bord tranchant, couteaux balistiques, couteaux pliants avec une longueur totale de plus de 28 cm en position ouverte, couteaux papillon (balisong), couteaux à gravité, push daggers, couteaux dissimulés (couteau de boucle de ceinture, canne-épée, etc.). En outre, le port d'un couteau à lame fixe avec deux bords tranchants est illégal, mais sa détention est autorisée au domicile à des fins de collection,. La détention de couteaux de lancer est soumise à autorisation. En outre, la détention d'un certain nombre d'armes blanches est autorisée mais le port en est interdit. Ce sont notamment : les sabres, épées, dagues, baïonnettes, poignards à double tranchant, bâtons et matraques, arcs et flèches, harpons mais aussi "les objets non couverts par une autre catégorie dont on peut raisonnablement supposer, en raison de leur nature ou des circonstances dans lesquelles ils se trouvent, qu'ils ont pour but de porter préjudice aux personnes ou à les menacer."
En outre, chaque ville néerlandaise ou district urbain a le droit d'interdire le port du couteau dans certaines zones d'exclusion, où il risquerait être utilisé comme une arme. Ces zones d'exclusion comprennent l'ensemble des lieux publics qui s'y trouvent.
Les couteaux doivent être transportés de manière à ne pas être directement utilisables par leur propriétaire, donc stockés dans un étui verrouillé pour les transporter dans un sac à dos, ou dans un coffre de voiture nécessairement séparé de l'habitacle du véhicule.

## Norvège
Selon la loi norvégienne, on encourt jusqu'à six mois de prison pour avoir délibérément porté un couteau ou tout outil pointu susceptible de causer des lésions corporelles dans un lieu public, ou pour complicité de ces mêmes faits. La loi ne concerne pas les couteaux et autres outils portés ou utilisés pour le travail, les activités de plein air ou d'autres buts honorables. Cette interdiction s'applique au transport de couteaux dans sa voiture. Il est également illégal d'acheter, de détenir ou de stocker des couteaux à cran d'arrêt, les couteaux papillons ou des stylets.

## Pologne
Tous les types de couteaux sont considérés comme des outils dangereux, mais ne sont pas considérées comme des armes en vertu du droit polonais ; aucune des restrictions liées aux armes ne s'appliquent donc aux couteaux. Les couteaux dont la lame est dissimulée (canne-épée, etc.) sont tout de même interdits. Il est légal de vendre, d'acheter et de posséder des couteaux, et la loi polonaise n'interdit pas le port d'un couteau dans un lieu public. Cependant, des interdictions de détention de soi-disant "dangereux outils" peuvent s'appliquer lors de certaines manifestations publiques.

## Royaume-Uni
Selon la Déclaration des droits de 1689, seul le Parlement (et non le roi) peut restreindre le droit des citoyens à porter des armes. Depuis les années 1950, il ne s’en est pas privé et a promulgué une série de 5 lois qui ont graduellement restreint les droits de détention et d'utilisation de couteaux et autres objets pointus ou tranchants. Les nations du Royaume-Uni disposent donc en la matière de l’une des législations parmi les plus complètes - et les plus complexes - au monde,. L’Écosse a simplifié les textes applicables dans le cadre de sa réforme pénale de 1995.

### Angleterre et Pays de Galles

#### Loi sur la prévention de la criminalité de 1953
La loi de 1953 sur la prévention de la criminalité interdit la possession dans un lieu public d'une arme offensive sans autorisation légitime ou une excuse raisonnable ('lawful authority or reasonable excuse'). Le terme "arme offensive" se définit comme "tout objet fabriqué ou adapté pour causer des blessures aux personnes, ou bien destiné à cet usage par la personne qui la détient". "Autorité légale" vise les situations où les gens sont tenus de porter des armes "de par leur devoir gouvernemental, comme c’est le cas des policiers ou des membres des forces armées", et non les personnes privées¬-.
Les couteaux portés pour "raison valable ou autorité légitime" peuvent toutefois encore être considérés comme illégaux si les autorités concluent que le couteau est utilisé comme une "arme offensive". Au cours des dernières années, la loi de 1953 sur la prévention de la criminalité a été réinterprétée par la police et les procureurs, qui ont persuadé les tribunaux de limiter les cas d’exceptions au titre de l’"autorité légitime ou excuse raisonnable". Cette nouvelle approche permet à présent de poursuivre des citoyens qui ont déclaré porter un couteau dans le seul but de leur autodéfense (cela équivaut aux yeux de la loi à un « aveu » que le prévenu a l'intention d'utiliser le couteau comme une « arme offensive ») Bien qu'il incombe à l'agent de prouver l'intention offensive, les procureurs et les tribunaux ont déjà pris appui sur l'apparence et la marque particulière d’un couteau pour déterminer si ce couteau par ailleurs légal était porté comme une arme offensive.

#### Loi sur la restriction des armes offensives de 1959
La Loi sur la restriction des armes offensives de 1959 (modifiée en 1961) (ROWA) interdit l'importation, la vente, la location, le prêt ou le don de certains types de couteaux en Angleterre, au Pays de Galles et en Écosse à compter du 13 juin 1959,.
En vertu de la section 1 de cette loi :
(1) Toute personne qui soit fabrique, soit vend, soit loue, soit offre à vendre ou à louer, soit expose, soit a en sa possession aux fins de vente ou de location, soit prête, soit donne à toute autre personne,
A) tout couteau qui a une lame qui s'ouvre automatiquement à la pression de la main appliquée à un bouton, un ressort ou un autre dispositif dans ou attaché à la poignée du couteau, ou
(B) tout couteau qui a une lame qui est libérée de la poignée ou de sa gaine par la force de gravité ou l'application de la force centrifuge et qui, lorsqu'il est relâché, est verrouillé au moyen d'un bouton, d'un ressort, d'un levier ou d’un autre dispositif, parfois connu comme un couteau gravitaire,
sera coupable d'une infraction [...],.
La section 2 de cette loi interdit également l'importation de couteaux de ce type.
La législation ci-dessus criminalise donc la conduite du propriétaire ou du cédant initial d'un couteau à ouverture automatique ou à gravité, et non celle du nouveau propriétaire ou détenteur. Seule la détention aux fins de vente ou de location de tels couteaux est répréhensible, même s’il est bien sûr extrêmement difficile d’entrer en possession des couteaux visés sans enfreindre la loi.

#### Loi pénale de 1988
La loi pénale de 1988 ('Criminal Justice Act 1988') interdit principalement le port de couteaux dans les lieux publics, s’il s’agit d’un couteau pliant – sans verrouillage de la lame, selon la jurisprudence - dont la lame dépasse 3 pouces (soit 7,62 cm) ou s’il s’agit de tout objet non pliant comportant une lame ou à pointes aigües, exception faite pour les personnes en mesure de démontrer qu’elles ont un motif légitime ou un accord légal permettant le port de cet objet dans un lieu public.
La définition d’un "lieu public" n'est pas fixée, mais elle peut être définie comme tout lieu où le public a droit d’accès, payant ou non, y compris dans un véhicule à moteur, qui est défini par la loi britannique comme un "lieu public" à moins d'être stationné sur une propriété privée. Dans une zone rurale ou peu peuplée, la notion de lieu public peut inclure un rassemblement ou un événement organisé en extérieur, un parc national, les forêts ouvertes au public, les sentiers publics, les pistes cavalières et toute zone où un individu peut marcher, camper ou voyager sans avoir à demander l’accord spécifique d'un propriétaire foncier.
L'expression « motif légitime ou accord légal » est destinée à permettre la possession de couteaux dans des cas « de bon sens », de sorte qu'il est légal de porter un couteau s'il existe une raison « de bonne foi ». Quelques exemples sont fournis par le texte de loi : un couteau utilisé au travail comme un couteau de cuisine, dans le cadre d'un costume national comme un sgian dubh pour le costume national écossais, ou pour des raisons religieuses comme le Kirpan sikh. Cependant, ces exceptions légales spécifiques ne sont pas toujours respectées.
Les exceptions « motif légitime » peuvent être difficiles à faire valoir par ceux qui n'utilisent pas de couteau dans le cadre de leur métier ou de leur profession, mais simplement parce que le couteau est nécessaire en cas d'urgence ou d'usage occasionnel,,.

#### Loi sur les armes offensives de 1996
La loi dite Offensive Weapons Act 1996 interdit la détention de couteaux dans les locaux scolaires et impose une restriction d'âge à la vente de couteaux ou de tout objet tranchant aux moins de 16 ans (et aux moins de 18 ans en Écosse). Une dérogation est faite pour les rasoirs de sécurité mais pas pour les rasoirs droits ou les lames de rasoir.

#### Loi sur les couteaux 1997
Le Knives Act 1997 restreint très fortement interdit la vente de couteaux de combat.

### Écosse
En Écosse, la loi pénale consolidée de 1995 défend le transport d'armes offensives ainsi que des objets pointus ou tranchants dans un lieu public sans autorisation légitime ou excuse raisonnable. Des exceptions sont prévues lorsqu'il s’agit d’un outil nécessaire à l’exécution d’un travail, dans le cadre d'un costume national ou pour des raisons religieuses. Comme en Angleterre et au Pays de Galles, une exception est autorisée pour les couteaux de poche pliants – sans blocage de lame - dont la lame n’excède pas 3 pouces (7,62 cm). Les peines prévues pour ces délits sont au maximum de 4 ans d’emprisonnement. Il est prévu un droit de fouille. Ces dispositions ont été transcrites des lois britanniques de 1953 et de 1993, ainsi que de la loi pénale écossaise de 1980.
D'autre part, la loi pénale écossaise de 1988 sur les armes offensives interdit la canne-épée, le push dagger, le couteau papillon ou balisong), le shuriken, les couteaux indétectables aux détecteurs de métaux et tous les couteaux dissimulés.
La loi écossaise de police, d'ordre public et de justice pénale de 2006 interdit de vendre un couteau, une lame de couteau ou un objet pointu ou tranchant à une personne âgée de moins de dix-huit ans, sauf si la personne a plus de 16 ans ou plus et que l’objet soit « conçu pour un usage domestique ».
La loi de 2007 sur les peines de prison et les armes a dépénalisé la vente d'une arme offensive interdite si la vente a été faite aux fins de représentations théâtrales et de répétitions pour la production de films. Elle oblige par ailleurs à posséder une licence d'autorisation locale pour vendre des couteaux, des épées et des lames (autres que celles conçues pour « usage domestique ») ou de vendre des objets pointus ou tranchants "fabriqués ou adaptés pour causer des blessures aux personnes". Tout marchand de couteaux non domestiques est ainsi tenu de détenir une « licence de marchand de couteau ».

### Irlande du Nord
Les lois limitant la possession, l'utilisation, la possession et la vente des couteaux sont presque identiques aux lois de l'Écosse et du reste du Royaume-Uni, quoique consignées dans des textes de loi différents. En 2008, en réponse à une préoccupation publique concernant les crimes commis avec des couteaux, l'Irlande du Nord a toutefois doublé la peine de prison pour les personnes reconnues coupables d'avoir utilisé un couteau comme une arme offensive dans un lieu public à quatre ans d'emprisonnement et a ajouté une présomption de preuve en faveur d'une poursuite pour possession d'un couteau.

## Russie
Seuls certains couteaux sont considérés comme des "armes froides" et font l'objet d'une réglementation en Russie ; les autres sont considérés comme des outils communs et ne sont pas réglementés. Cependant, en cas d'utilisation dans un acte violent, ils sont considérés comme une "arme improvisée" et constituent une circonstance aggravante lorsque les plaintes pour un comportement agressif sont déposées. Les réglementations locales peuvent interdire le port d' "objets dangereux" lors de certains événements ou dans certaines entreprises.

## Slovaquie
Le fait de porter un couteau en Slovaquie n'est pas expressément interdit et il n'y a pas de couteaux interdits. Toutefois, la loi no 372/1990 sur les infractions indique au paragraphe 47 que le port d'une "arme froide" "comme un couteau, un poignard ou un sabre dans un espace public est une infraction non criminelle à la sécurité publique si, d'après les circonstances de l'affaire ou le comportement de la personne, on peut inférer que ces armes peuvent être utilisées pour la violence ou les menaces. Un exemple d'une telle situation est le port visible d'un couteau dans des lieux publics bondés, des réunions publiques, etc. mais tout dépend in fine de l'évaluation de la police. Si l'infraction est constituée, elle est passible d'une amende maximum de 500 euros.

## République tchèque
La loi tchèque arme de 2002 concerne uniquement les armes à feu. Il n'y a aucune législation concernant spécifiquement les couteaux (à l'exception des paragraphes du code pénal sanctionnant l'utilisation de toutes les armes dans le cadre d'infractions pénales). Il n'existe donc aucune restriction sur la possession ou le transport de tout type de couteaux ou d'épées, que ce soit ouvertement ou de manière dissimulée.